# Episodi di How I Met Your Mother (sesta stagione)
La sesta stagione della sitcom How I Met Your Mother è stata trasmessa in prima visione assoluta negli Stati Uniti d'America da CBS dal 20 settembre 2010 al 16 maggio 2011.
In Italia la stagione è stata trasmessa in prima visione da Italia 1 dal 7 luglio al 9 agosto 2011.
| nº | Titolo originale           | Titolo italiano           | Prima TV USA      | Prima TV Italia |
| -- | -------------------------- | ------------------------- | ----------------- | --------------- |
| 1  | Big Days                   | Giorni importanti         | 20 settembre 2010 | 7 luglio 2011   |
| 2  | Cleaning House             | Ripulendo casa            | 27 settembre 2010 | 8 luglio 2011   |
| 3  | Unfinished                 | Incompiuta                | 4 ottobre 2010    | 11 luglio 2011  |
| 4  | Subway Wars                | La gara                   | 11 ottobre 2010   | 12 luglio 2011  |
| 5  | Architect of Destruction   | Architetto di distruzione | 18 ottobre 2010   | 13 luglio 2011  |
| 6  | Baby Talk                  | Pensando a un bambino     | 25 ottobre 2010   | 14 luglio 2011  |
| 7  | Canning Randy              | Il licenziamento          | 1º novembre 2010  | 15 luglio 2011  |
| 8  | Natural History            | Storia naturale           | 8 novembre 2010   | 18 luglio 2011  |
| 9  | Glitter                    | Una vera amica            | 15 novembre 2010  | 19 luglio 2011  |
| 10 | Blitzgiving                | La maledizione del Blitz  | 22 novembre 2010  | 20 luglio 2011  |
| 11 | The Mermaid Theory         | La teoria della sirena    | 6 dicembre 2010   | 21 luglio 2011  |
| 12 | False Positive             | Falso positivo            | 13 dicembre 2010  | 22 luglio 2011  |
| 13 | Bad News                   | Pessime notizie           | 3 gennaio 2011    | 25 luglio 2011  |
| 14 | Last Words                 | Le ultime parole          | 17 gennaio 2011   | 26 luglio 2011  |
| 15 | Oh Honey                   | Oh, Tesoro                | 7 febbraio 2011   | 27 luglio 2011  |
| 16 | Desperation Day            | L'anima gemella           | 14 febbraio 2011  | 28 luglio 2011  |
| 17 | Garbage Island             | L'isola spazzatura        | 21 febbraio 2011  | 29 luglio 2011  |
| 18 | A Change of Heart          | La voce del cuore         | 28 febbraio 2011  | 1º agosto 2011  |
| 19 | Legendaddy                 | Un padre leggendario      | 21 marzo 2011     | 2 agosto 2011   |
| 20 | The Exploding Meatball Sub | Panino esplosivo          | 11 aprile 2011    | 3 agosto 2011   |
| 21 | Hopeless                   | Senza speranza            | 18 aprile 2011    | 4 agosto 2011   |
| 22 | The Perfect Cocktail       | Il cocktail perfetto      | 2 maggio 2011     | 5 agosto 2011   |
| 23 | Landmarks                  | Pietre miliari            | 9 maggio 2011     | 8 agosto 2011   |
| 24 | Challenge Accepted         | Sfida accettata           | 16 maggio 2011    | 9 agosto 2011   |

## Giorni importanti
- Titolo originale: Big Days
- Diretto da: Pamela Fryman
- Scritto da: Carter Bays e Craig Thomas

### Trama
Il Ted del futuro racconta di avere conosciuto la propria moglie a un matrimonio nel quale faceva il testimone. Intanto Lily e Marshall provano ad avere un bambino, ma hanno una battuta d'arresto perché Marshall ha detto al padre che proverà ad avere un figlio e questo dà fastidio a Lily. Robin si lascia un po' andare per la fine della sua storia con Don, suo ex collega, partito per Chicago accettando il lavoro che Robin aveva rifiutato per lui. Intanto Ted incontra di nuovo Cindy, la sua ex fiamma, e scopre che è la compagna della ragazza che voleva provare ad abbordare.
- Guest star: Rachel Bilson (Cindy), Kaylee DeFer (la ragazza di Cindy), Bill Fagerbakke (Marvin Eriksen), Lou George (Bob), Bette Rae (Gertrude), Aaron Takahashi (Bill)
- Ascolti USA: spettatori 8.780.000[2] – share 8%[3]

## Ripulendo casa
- Titolo originale: Cleaning House
- Diretto da: Pamela Fryman
- Scritto da: Stephen Lloyd

### Trama
Barney scopre che la madre sta vendendo la casa in cui è cresciuto e convince gli amici ad aiutarlo a impacchettare tutti i suoi ricordi. Tra i ricordi, emerge una lettera che la madre aveva scritto tanti anni prima ma che non aveva mai spedito: la lettera contiene una foto di Barney e del fratello da piccoli con su scritto "tuo figlio". Barney e il fratello decidono di andare a cercare l'uomo per scoprire di chi sia effettivamente il padre.
- Guest star: Ben Vereen (Sam Gibbs), Frances Conroy (Loretta Stinson), Wayne Brady (James Stinson), Riley Thomas Stewart (Barney da giovane), Michael Earl Reid (Post Master General), David Haley (Allenatore)
- Ascolti USA: telespettatori 9.002.000 – share 8%[4]

## Incompiuta
- Titolo originale: Unfinished
- Diretto da: Pamela Fryman
- Scritto da: Jamie Rhonheimer

### Trama
Barney dice a Ted che il suo progetto per il palazzo per la Goliath National Bank è stato riaccettato. Barney, vedendo che Ted ha intenzione di non accettare l'incarico, cerca di "conquistarlo", come se fosse una ragazza che vorrebbe rimorchiare. Ted decide in un primo momento di declinare l'offerta di lavoro, ma all'ultimo, in seguito a una cena in un ristorante con Barney, accetta la proposta. Intanto Robin vede alla TV Don, il suo ex-fidanzato (che l'aveva lasciata all'improvviso in seguito a un'offerta di lavoro in un'altra città), e lo chiama minacciando di ucciderlo. Lily allora cerca di far cancellare il numero dell'ex di Robin dal suo cellulare, finché ci riesce. Ma Robin continua a ricordarlo a memoria e a richiamare Don. Alla fine Robin si renderà conto che l'ha dimenticato e che quindi ha voltato pagina.
- Guest star: Tara Erica Moore (Rachel), Malea Mitchell (Chrissy), Jude Will (karateka di 7 anni), James Lanham (karateka di 16 anni), Clark Gilmer (Ragazza bionda al bar), Keith Middlebrook (Scott Weisman), Carolyn Ordoñez (Amica di Chrissy)
- Ascolti USA: telespettatori 8.604.000 – share 8%[5]

## La gara
- Titolo originale: Subway Wars
- Diretto da: Pamela Fryman
- Scritto da: Chris Harris

### Trama
Ognuno sostiene di sapere quale sia il miglior mezzo di trasporto per spostarsi a New York (Ted l'autobus, Marshall a piedi, Lily con la metropolitana, Robin con il taxi e Barney con l'ambulanza) meglio degli altri e così il gruppo decide di fare una gara che vedrà vincitore il primo che arriverà alla meta usando un mezzo a scelta.
- Guest star: Maury Povich (sé stesso), Marshall Manesh (Ranjit), Geoff Stults (Max), Laura Bell Bundy (Becky), Jan Bryant (Mildred), Shaughn Buchholz (Waiter), James Price Jr. (Uomo grasso), Steve Rizzo (uomo calcolatrice), Koby Rouviere (giovane Marshall), Nick Toren (Turista)
- Ascolti USA: telespettatori 8.480.000 – share 8%[6]

## Architetto di distruzione
- Titolo originale: Architect of Destruction
- Diretto da: Pamela Fryman
- Scritto da: Chris Harris

### Trama
Ted lavora di nuovo per la Goliath National Bank, in quanto architetto incaricato del progetto della costruzione della nuova sede centrale. Barney gli comunica che il sito ove sorgerà questo nuovo grattacielo è quello dove ora sorge l'Arcadian, un vecchio hotel dal passato glorioso ma ora fatiscente. La sera, Ted si reca dinanzi all'hotel, dove incontra Zoey, una ragazza molto carina che gli propone di firmare una petizione contro la distruzione di quell'edificio, a suo dire uno dei più antichi e rappresentativi di New York. Ted, colpito dalla bellezza della ragazza, non le rivela la sua vera identità (cioè quella di architetto incaricato proprio di tirare giù l'Arcadian), ma si spaccia per veterinario e accetta di firmare la petizione. Il giorno dopo si presenta da Barney e gli comunica di volere rinunciare al progetto. Tutti gli amici di Ted gli rinfacciano che questa è una sua cosa tipica: snaturarsi per fare piacere alle donne con cui ci sta provando. Barney (che tra l'altro ha fatto introdurre di nascosto dei serpenti nell'Arcadian per cacciarne via gli abitanti), profondamente contrariato dalla scelta dell'amico, fa sì che Zoey scopra la vera identità di Ted, facendoglielo odiare. Ted vorrebbe riuscire a ricucire i rapporti con Zoey e prepara un nuovo progetto per preservare almeno la vecchia facciata dell'Arcadian. Ma quando il giorno dopo scopre che Zoey è sposata, si rende conto che tutto il suo interesse per l'Arcadian era tutto dettato dalla sua attrazione per la ragazza, e quindi straccia il suo nuovo progetto.

Nel frattempo, Robin si frequenta con Max, un vecchio compagno di università di Marshall. A questo proposito, Marshall scopre che Robin e Lily si rivelano particolari dettagliati sulle proprie esperienze sessuali (tra cui il fatto che Max ha il pene piccolo) e ne rimane sconvolto e disgustato, così come Ted e Barney. Tutto ciò gli crea qualche problema a letto.
- Guest star: Jennifer Morrison (Zoey)

## Pensando a un bambino
- Titolo originale: Baby Talk
- Diretto da: Pamela Fryman
- Scritto da: Joe Kelly

### Trama
Robin sopporta sempre meno la sua nuova co-conduttrice, Becky, che si comporta come una bambina. Ted inizia a vedersi con Becky perché gli fa piacere sentirsi necessario per una donna, cosa che non gli era mai accaduta quando stava con Robin; ma alla fine si stanca e molla Becky. Barney intanto scommette che riuscirà a rimorchiare comportandosi da bambino: dopo tanti tentativi ci rinuncia e a quel punto però riesce a fare colpo con una ragazza. Intanto Lily e Marshall cercano di scegliere un nome per il loro futuro figlio.
- Guest star: Laura Bell Bundy (Becky), Matt Boren (Stuart), Virginia Williams (Claudia), Bill Fagerbakke (Marvin Eriksen Sr.), Suzie Plakson (Judy Eriksen), Ashwyn Bagga (Johnny), Mikaela Hoover (Stacey), Payson Lewis (Morris), Bruce Merkle (Michael), Ron Nicolosi (Mike), Emily Wilson (figlia ipotetica di Marshall)
- Ascolti USA: telespettatori 8.292.000 – share 8%[7]

## Il licenziamento
- Titolo originale: Canning Randy
- Diretto da: Pamela Fryman
- Scritto da: Joe Kelly

### Trama
Ted è molto amato dai suoi studenti, ma Zoey, che non ha gradito il fatto che Ted volesse demolire un vecchio albergo per fare spazio alla nuova sede della GNB, si intrufola nella classe di Ted mettendo gli alunni contro il professore. Alla fine però Ted riesce a farsi riapprezzare dalla classe.
Marshall nel frattempo licenzia Randy, ma preso dai rimorsi lo fa riassumere, contro il volere dello stesso Randy che voleva approfittare dei soldi della liquidazione per realizzare il suo sogno: produrre birra.
Intanto Robin, presa dall'invidia perché Becky è sempre più popolare grazie a una pubblicità di barche, diventa anche lei protagonista di una pubblicità, ma di pannoloni per anziani.
- Guest star: Jennifer Morrison (Zoey), Will Forte (Randy), Bob Odenkirk (Arthur Hobbs), Laura Bell Bundy (Becky), Andrew Caldwell (Scotty), Ashwyn Bagga (Johnny), Marieve Herington (Betty), Ron Nicolosi (Mike), Brady Cook (Paxton)
- Ascolti USA: telespettatori 8.877.000 – share 8%[8]

## Storia naturale
- Titolo originale: Natural History
- Diretto da: Pamela Fryman
- Scritto da: Carter Bays e Craig Thomas

### Trama
Alla serata di gala indetta dalla GNB al Museo di Scienze Naturali di New York, Marshall e Barney incontrano "Il Capitano", un vecchio amico d'infanzia del loro capo vestito proprio come il capitano di una nave. Nel frattempo, Marshall dice a Lily che la GNB gli ha offerto un contratto quinquennale e intende accettarlo, Robin e Barney si sfidano a chi tocca più oggetti nel Museo e Ted scopre che Zoey è sposata con "Il Capitano". Infine Barney scopre che suo zio Jerry è in realtà suo padre.
- Guest star: Jennifer Morrison (Zoey), Bob Odenkirk (Arthur Hobbs), Dan Bakkedahl (Curtis), Ted Jonas (Russell), Kyle MacLachlan (George "Il capitano" Van Smoot), David Burtka (Scooter)
- Ascolti USA: telespettatori 8.867.000 – share 8%[9]

## Una vera amica
- Titolo originale: Glitter
- Diretto da: Pamela Fryman
- Scritto da: Kourtney Kang

### Trama
Siccome Lily è eccitata all'idea di avere un figlio non parla altro che di bambini con Robin, diventando a volte inopportuna. Barney mostra un video di un programma per bambini con Robin Sparkles e la sua ex-migliore amica: Jessica Glitter. Robin racconta che non si parlano più da cinque anni. Così Ted arriva all'idea che lei, dato che odia i bambini, abbia lasciato Jessica perché era rimasta incinta. Allora Lily, preoccupata per la sua relazione con Robin, va a parlarle, ma il discorso finisce male e le due rompono l'amicizia. Marshall cerca Jessica, affinché Lily possa parlarci e capire il motivo per cui lei e Robin avevano perso i contatti; scopre così che era stata Jessica a rompere l'amicizia perché il bambino la teneva troppo occupata. A questo punto Lily si precipita nell'unico posto dove avrebbe trovato Robin: nell'unico bar canadese di New York. Le due amiche si chiariscono e Robin si riconcilia anche con Jessica.
- Guest star: Nicole Scherzinger (Jessica Glitter), Chris Romanski (Punchy), Stefanie Black (Kelly), Alan Thicke (sé stesso)
- Ascolti USA: telespettatori 8.868.000 – share 8%[10]

## La maledizione del Blitz
- Titolo originale: Blitzgiving
- Diretto da: Pamela Fryman
- Scritto da: Theresa Mulligan Rosenthal

### Trama
Ted vorrebbe andare via presto dal bar, ma gli amici cercano di dissuaderlo ricordandogli la maledizione del compagno di college, 'Blitz', che andava via proprio prima che accadesse qualcosa di spettacolare. Il mattino dopo, Ted scopre che la maledizione gli è stata magicamente trasmessa mentre dormiva e che l'amico 'Blitz' ha passato tutta la notte in giro con gli amici Marshall, Lily, Barney, Robin e Zoey facendo cose spettacolari! Zoey, che ormai fa parte del gruppo ma continua a non andare d'accordo con Ted, invita i suoi nuovi amici a casa sua per il pranzo del Ringraziamento, durante il quale la maledizione passerà a Barney. Dopo una violenta litigata Ted capisce che Zoey sta passando un difficile momento a causa della sua figliastra, che ancora non l'accetta all'interno della sua vita; il ragazzo mette quindi da parte i propri rancori e gli offre il suo aiuto, diventando finalmente amici.
- Guest star: Jennifer Morrison (Zoey), Joe Nieves (Carl), Jorge Garcia (Steve "The Blitz" Henry), Craig Cackowski (Cabbie), Roger Narayan (Babaka), Rachele Brooke Smith (Ragazza in rosso)
- Ascolti USA: telespettatori 8.728.000 – share 8%[11]
- Nota: la guest star dell'episodio, Jorge Garcia, è protagonista di alcuni inside joke riferiti alla sua precedente interpretazione in Lost. Il suo personaggio è detto "Il Blitz" per la caratteristica di assentarsi appena prima di avvenimenti sorprendenti: nel descrivere tale esperienza afferma di sentirsi come «sperduto su quell'isola deserta per molto tempo». Quando poi Marshall chiede di dettare dei numeri per comporre un numero di telefono a caso, lui cita in rapida sequenza «4, 8, 15, 16, 23 e 42»: si tratta di una numerologia ricorrente nella mitologia di Lost.

## La teoria della sirena
- Titolo originale: The Mermaid Theory
- Diretto da: Pamela Fryman
- Scritto da: Robia Rashid

### Trama
Marshall e Robin escono insieme e, privi di argomenti di comunicazione, questo le spiega la "teoria della sirena" inventata da Barney, secondo la quale una donna si trasformerà da lamantino a sirena. Intanto Ted fa un giro in barca con il Capitano per assicurarsi che non abbia niente in contrario al fatto che Zoey sia ora parte del gruppo.
- Guest star: Jennifer Morrison (Zoey), Kyle MacLachlan (George "Il capitano" Van Smoot), Tamara Lynn Davis (Iris), Angus McClelland (Angus)
- Ascolti USA: telespettatori 9.255.000 – share 9%[12]

## Falso positivo
- Titolo originale: False Positive
- Diretto da: Pamela Fryman
- Scritto da: Craig Gerard e Matthew Zinman

### Trama
Marshall e Lily annunciano agli amici di aspettare un bambino. Così Robin e Barney iniziano a chiedersi che ne sarà della loro vita e cercano di dargli una svolta. Ma quando Lily scopre che il risultato del test di gravidanza era sbagliato, lo comunica agli amici che abbandonano i loro buoni propositi. Alla fine Ted convincerà tutti che quello che stanno facendo è sbagliato, facendoli tornare sulle loro decisioni.
- Guest star: Ben Vereen (Sam Gibbs), Alex Trebek (sé stesso), Artemis Pebdani (Anna), Chris Romano (Punchy), Paul Schackman (Dr. Mitchell Friedman), Benton Jennings (Jordan), Melissa Molinaro (Noelle)
- Ascolti USA: telespettatori 9.701.000 – share 9%[13]

## Pessime notizie
- Titolo originale: Bad News
- Diretto da: Pamela Fryman
- Scritto da: Jennifer Hendriks

### Trama
Lily non riuscendo a rimanere incinta chiede aiuto a un dottore, il sosia di Barney. Dopo gli esami viene stabilito che Lily è fertilissima perciò Marshall si demoralizza credendo di essere lui il problema. Il dottore dice a Marshall che non ha nessun problema, allora Marshall, felicissimo, corre da Lily per darle la buona notizia. Lily scoppia a piangere e gli dice che suo padre, Marvin Eriksen, è morto d'infarto.
- Guest star: Alexis Denisof (Sandy Rivers), Suzie Plakson (Judy Eriksen), Bill Fagerbakke (Marvin Eriksen Sr.), Artemis Pebdani (Anna), Paul Schackman (Dr. Mitchell Friedman), Americus Abesamis (Chaz), Matt Dwyer (Syd), Bill Suplee (Marty), Jay Brian Winnick (Ronald)
- Ascolti USA: telespettatori 10.150.000 – share 11%[14]
- Peculiarità: nelle scene di questo episodio si può vedere un conto alla rovescia a partire dal numero 50 (che compare nei primi minuti iniziali, sulla scrivania del dottore) per finire con il numero 1 (sul taxi da cui scende Lily). Questo espediente è usato per anticipare il momento in cui arriverà la "pessima notizia" del titolo, ovvero la morte del padre di Marshall[15]. I numeri sono sparsi negli elementi della serie: il bando del torneo di laser tag, le copertine dei libri che Ted e Lily leggono, o una cartella clinica (usata sia per il numero 9 che per il 6).
- Citazioni: nello studio del dottore sosia di Barney c'è un poster con una donna incinta, interpretata in realtà da Cobie Smulders (Robin).

## Le ultime parole
- Titolo originale: Last Words
- Diretto da: Pamela Fryman
- Scritto da: Carter Bays e Craig Thomas

### Trama
Ted, Barney, Robin, Marshall e Lily, si recano in Minnesota per il funerale del padre di Marshall. Durante la veglia funebre, tutti ricordano l'ultima volta in cui hanno parlato con l'uomo e sembrano essere stati tutti momenti molto significativi. Marshall cerca di ricordare le ultime parole scambiate con il padre e capisce che non era niente di significativo ma all'improvviso scopre di avere un messaggio non ascoltato in segreteria (per via della batteria scarica) che potrebbe cambiare le cose...
- Guest star: Bill Fagerbakke (Marvin Eriksen Sr.), Chris Elliott (Mickey Aldrin), Michael Gross (Alfred Mosby), Harry S. Murphy (Reverendo Platt), Suzie Plakson (Judy Eriksen), Ned Rolsma (Marcus Eriksen), Robert Michael Ryan (Marvin Eriksen Jr.), Robert R. Shafer (Zio Pete), Danny Strong (Trey), Ray Wise (Padre di Robin)
- Ascolti USA: telespettatori 10.538.000 – share 10%[16]

## Oh, Tesoro
- Titolo originale: Oh Honey
- Diretto da: Pamela Fryman
- Scritto da: Carter Bays e Craig Thomas

### Trama
Dopo la morte del padre, Marshall resta in Minnesota per badare alla madre: per non perdere i contatti con la sua vita a New York, passa il suo tempo al telefono con gli amici che gli raccontano, a turno, le ultime novità. Robin in primis racconta che Zoey ha deciso di presentare a Ted una sua cugina un po' ingenua, sperando che si possano piacere. La cugina di Zoey viene chiamata dal Ted del 2030 "Tesoro", sia perché non ne ricorda il vero nome, sia perché gli aneddoti su di lei che lei racconta denotano una tale ingenuità da suscitare sempre un "Oh, Tesoro!" in coloro che li ascoltano. Ted lascia Tesoro a Barney per non approfittare dell'ingenuità della ragazza, ma il vero motivo è che si è scoperto innamorato di Zoey. Non potendo stare con Zoey poiché lei è sposata, Ted decide di rompere l'amicizia con lei non svelandole, però, il vero motivo e iniziando uno scarica-barile di odio (lui sostiene che Zoey non possa più vedersi con lui e gli altri poiché Lily la odia, Lily a sua volta nega e sostiene che sia Robin a odiarla, e così via). Nel frattempo Barney porta a casa Tesoro, ma crolla confidandosi con lei riguardo al padre. Marshall, intanto, riceve una chiamata proprio da Tesoro (che stava chiamando tutti i numeri nella rubrica del cellulare di Barney) e gli racconta ingenuamente che Zoey sta divorziando dal Capitano ed è innamorata di Ted. Zoey intanto si era recata da Ted per chiarire, quando entrambi ricevono una chiamata da Marshall che spiega ai due che sono innamorati l'uno dell'altra. Dopo il chiarimento finale, i due si lasciano andare a un appassionato bacio.
- Guest star: Katy Perry (Tesoro), Jennifer Morrison (Zoey), Renée Taylor (Mrs. Matson), Suzie Plakson (Judie Eriksen), Ned Rolsma (Marcus Eriksen)
- Ascolti USA: telespettatori 9.997.000 – share 9%[17]

## L'anima gemella
- Titolo originale: Desperation Day
- Diretto da: Pamela Fryman
- Scritto da: Tami Sagher

### Trama
Il giorno prima di San Valentino, etichettato da Barney "San Disperatino", vede Barney alla solita ricerca di donne da sedurre, finché non incontra Nora, un'amica di Robin. Intanto Lily decide di partire alla volta del Minnesota perché sente la mancanza di Marshall, il quale sembra regredito ai tempi dell'adolescenza. Ted inizia una storia con Zoey ma si spaventa quando capisce che la sua nuova fiamma sta correndo troppo.
- Guest star: Jennifer Morrison (Zoey), Bill Fagerbakke (Marvin Eriksen Sr.), Suzie Plakson (Judy Eriksen), Nazanin Boniadi (Nora), Kelsey Crane (Tori), Brenda Koo (Donna Bellissima), Artemis Pebdani (Anna), Lennon Parham (Bev), Bette Rae (Mrs. Berkelheimer)
- Ascolti USA: telespettatori 9.510.000 – share 10%[18]

## L'isola spazzatura
- Titolo originale: Garbage Island
- Diretto da: Pamela Fryman
- Scritto da: Tami Sagher

### Trama
Ted, recandosi a casa di Zoey per ritirarle un pacco, incontra nuovamente il capitano, il quale gli racconta come qualcuno gli abbia letteralmente rubato la ragazza e fornendogli una versione molto diversa dei fatti rispetto a quella che Zoey gli aveva dato. Nel frattempo Marshall capisce come il suo futuro non possa essere alla GNB e vedendosi rifiutato da questa un progetto per salvare l'ambiente, prende in considerazione l'idea di lasciare la Banca per cominciare a fare quello che aveva sempre sognato. Barney invece sembra essersi preso una bella cotta per Nora, un'amica di Robin, e dopo una forte resistenza si decide a chiamarla. Nel finale Ted rivela al capitano che è stato lui a portargli via la donna.
- Guest star: Jennifer Morrison (Zoey), Charlene Amoia (Wendy), Nazanin Boniadi (Nora), Kyle MacLachlan (George "Il capitano" Van Smoot), Daniel G. O'Brien (Meeker), Bob Odenkirk (Arthur)
- Ascolti USA: telespettatori 9.331.000 – share 9%[19]

## La voce del cuore
- Titolo originale: A Change of Heart
- Diretto da: Pamela Fryman
- Scritto da: Matt Kuhn

### Trama
Dopo la morte del padre di Marshall, tutti i personaggi tranne Barney decidono di andare a fare un controllo dal cardiologo. Nel frattempo, Barney continua la sua relazione con Nora e comincia a preoccuparsi del suo futuro, finché non si sottopone anche lui alla visita medica, accompagnato da Lily. Nel frattempo Robin, dissuasa dai suoi amici dal comprare un cane, inizia a frequentarsi con Scooby (facile riferimento a Scooby-Doo), un ragazzo appena arrivato dal Canada con strani comportamenti canini.
- Guest star: Jennifer Morrison (Zoey Pierson), Robbie Amell (Scooby), Nazanin Boniadi (Nora), Suzy Nakamura (Dr. Kirby)
- Ascolti USA: telespettatori 9.239.000 – share 9%[20]

## Un padre leggendario
- Titolo originale: Legendaddy
- Diretto da: Pamela Fryman
- Scritto da: Doug Mand e Dan Gregor

### Trama
Barney incontra il suo vero padre, Jerry, ed è sconvolto dalle differenze che vi sono tra loro due: si aspettava un seduttore, amante dello scotch e dalla vita sregolata, mentre Jerry ha abbandonato la sua vita rock, ha messo su famiglia e fa l'istruttore di guida. Barney si confronterà con JJ, il figlio adolescente di Jerry, e rifletterà sul fatto che non ha mai imparato quei lavoretti manuali che ogni padre dovrebbe insegnare ai figli. 
- Guest star: John Lithgow (Jerry), Nancy Travis (Cheryl), Will Shadley (JJ Whitaker), Marieve Herington (Betty), Michael Rupnow (Scott)
- Ascolti USA: telespettatori 8.028.000 – share 8%[21]

## Panino esplosivo
- Titolo originale: The Exploding Meatball Sub
- Diretto da: Pamela Fryman
- Scritto da: Steven Lloyd

### Trama
Lily e Barney reagiscono male quando scoprono che Marshall ha lasciato il suo lavoro alla Goliath National Bank ed è andato a lavorare come volontario per un'organizzazione che tutela l'ambiente. Intanto il rapporto tra Ted e Zoey sembra incrinarsi per via delle loro differenti posizioni sulla questione dell'Arcadian.
- Guest star: Jennifer Morrison (Zoey), Daniel Escobar (Professor Rodriguez), Elizabeth Nicole (Gray Random Girl), Edward Flores (Marc), Robbie Amell (Nate "Scooby" Scooberman)
- Ascolti USA: telespettatori 6.873.000 – share 7%[22]

## Senza speranza

In questo episodio la sigla viene interpretata eccezionalmente dai cinque protagonisti

- Titolo originale: Hopeless
- Diretto da: Pamela Fryman
- Scritto da: Chris Harris

### Trama
Barney decide di volere recuperare il rapporto con il padre Jerry, che da bambino gli aveva insegnato che la "baldoria non deve mai finire". Così decide di fare vedere al padre cosa si è perso rinunciando al divertimento per accasarsi e farsi una famiglia. Decide dunque di portarlo in un locale, l'Hopeless. In questo locale Robin incontra la sua cotta segreta, ma Ted (che fa finta di essere il suo fidanzato per colpa di Barney che ha modificato la vita di tutti i componenti del gruppo per renderli più interessanti agli occhi del padre) lo allontana da lei e fa finta, per gelosia dei tempi passati (Robin aveva conosciuto il ragazzo quando lei e Ted stavano ancora insieme), che lei abbia accettato, quella stessa sera, di sposarlo.
- Guest star: John Lithgow (Jerry Whitaker), Michael Trucco (Nick), Jill Basey (Mrs. Perkins), Kelly Curran (Mindy), Cristina Rosas (Penny), Will Shadley (JJ Whitaker), Riley Thomas Stewart (Giovane Barney)
- Ascolti USA: telespettatori 6.485.000 – share 7%[23]
- La sigla in questo episodio cambia: Barney racconta al padre che lui e i suoi amici sono una band, e la sigla mostra i protagonisti intenti a suonare e cantare la sigla (Robin alla batteria, Marshall alla tastiera, Barney al basso, Ted e Lily alla chitarra)
- Citazioni: in discoteca, quando Barney prova a impedire a suo padre di ballare, lui risponde: "Scusi tanto signor pastore del Midwest, c'è forse una legge contro la danza?". La citazione è un riferimento a Footloose, dove proprio lo stesso attore, interpretando un pastore del Midwest, aveva abolito la danza in una cittadina.

## Il cocktail perfetto
- Titolo originale: The Perfect Cocktail
- Diretto da: Pamela Fryman
- Scritto da: Joe Kelly

### Trama
Marshall non trovando lavoro decide di aiutare Zoey nella sua lotta, ma a Barney non sembra piacere per niente questa notizia, il ché porterà i due a un violento litigio. Robin e Lily, nel frattempo provano a fare ubriacare i due con diversi tipi di alcolici in modo da farli riappacificare, ed infatti ogni drink ha un suo effetto. Infine, Zoey e Ted decidono di andare nell'albergo tanto caro a lei, ma il luogo è alquanto squallido.
- Guest star: Jennifer Morrison (Zoey), Bob Odenkirk (Arthur), Joe Nieves (Carl), Jeff Braine (Kent), Elizabeth J. Carlisle (Beth), Katierose Donohue (Kristen), Thomas Fowler (Ben)
- Ascolti USA: telespettatori 6.765.000 – share 7%[24]

## Pietre miliari
- Titolo originale: Landmarks
- Diretto da: Pamela Fryman
- Scritto da: Joe Kelly

### Trama
È il giorno in cui la commissione incaricata deve decidere se l'Arcadian sia o meno un punto di riferimento architettonico e impedirne così l'abbattimento per fare posto al nuovo quartier generale della Goliath National Bank progettato da Ted. Il protagonista è ancora indeciso da che parte schierarsi ma alla fine opta per realizzare il proprio sogno di costruire un grattacielo a New York, causando la fine della relazione con Zoey, consapevole del fatto che comunque fosse andata, uno dei due avrebbe sofferto troppo causando la rottura della coppia.
- Guest star: Jennifer Morrison (Zoey), Bob Odenkirk (Arthur), Cristine Rose (Virginia Mosby), Peter Mackenzie (Mr. Horvath), Julie Meyer (Jane), Eijiro Ozaki (Ninja), Mark Roman (MacLaren's Patron)
- Ascolti USA: telespettatori 6.408.000 – share 7%[25]

## Sfida accettata
- Titolo originale: Challenge Accep-Ted
- Diretto da: Pamela Fryman
- Scritto da: Joe Kelly

### Trama
Lily ritiene di soffrire di un'intossicazione alimentare a causa di una zuppa mangiata anche da Marshall che, lo stesso giorno, ha un colloquio per il lavoro ambientalista dei suoi sogni ma, per paura di vomitare davanti al futuro capo, scappa via verso la fine del colloquio. In realtà scopre poi che Lily non ha avuto un'intossicazione, ma delle nausee mattutine perché aspetta un figlio. Ted e Barney litigano continuamente per chi debba premere il bottone che distruggerà l'Arcadian, Ted ha paura di come verrà il suo palazzo, tanto da pensare di tornare con Zoey, che vuole tornare con lui. Barney e Robin lo fermano facendolo ragionare su come sia sbagliato tuffarsi nel passato per paura del futuro. Barney lascia a Ted il pulsante dell'esplosione. Robin e Barney incontrano Nora, Barney le chiede scusa e le chiede di vedersi per un caffè, lei accetta, mentre Robin, inizialmente felice per questo, si intristisce. Per chiudere l'episodio, di nuovo con un salto temporale com'era successo nel primo episodio della stagione, si vede di chi sia il matrimonio a cui Ted farà da testimone e in cui incontrerà la propria futura moglie: è quello di Barney.
- Guest star: Chi McBride (Rob), Jennifer Morrison (Zoey), Dave Foley (Mr. Bloom), Marshall Manesh (Ranjit), Nazanin Boniadi (Nora), Bette Rae (Mrs. Berkelheimer), Kyle S. More (Hipster Dude), Breanna Yde (Little Girl)
- Ascolti USA: telespettatori 7.150.000 – share 9%[26]